# トナン級戦列艦
トナン級戦列艦 （-きゅうせんれつかん、仏:vaisseaux de ligne de la Classe Tonnant）は、ジャック＝ノエル・サネーの設計によるフランス海軍の80門戦列艦の艦級。

## 同型艦
| 艦名                                             | 進水   | 艦歴 |
| ------------------------------------------------ | ------ | --- |
| トナン （Tonnant）                               | 1790年 | 1798年8月2日イギリス海軍に捕獲され軍艦トナント（HMS Tonnant）となる。1821年解体                                     |
| サン・パレイユ （Sans Pareil）                   | 1793年 | 1794年6月1日、栄光の6月1日の海戦でイギリス海軍に捕獲され、軍艦サンス・パレイル（HMS Sans Pareil）となる。1842年解体 |
| アンドンターブル （Indomptable）                 | 1793年 | 1805年10月、トラファルガーの海戦の際に座礁                                                                          |
| ギヨーム・テル （Guillaume Tell）                | 1795年 | 1800年3月30日イギリス海軍に捕獲され軍艦マルタ（HMS Malta）となる。                                                  |
| フォルミダブル （Formidable）                    | 1795年 | 1805年11月3日、オルテガル岬の海戦でイギリス海軍に捕獲。軍艦ブレイヴ（HMS Brave）と命名されるが解体                  |
| フランクリン （Franklin）                        | 1798年 | 1798年8月2日、ナイルの海戦でイギリス海軍に捕獲され、軍艦カノーパス（HMS Canopus）となる。1887年10月解体             |
| アンディヴィジーブル （Indivisible）             | 1799年 | |
| フードロアイヤン （Foudroyant）                  | 1800年 | 1834年解体 |
| ネプテューヌ （Neptune）                         | 1803年 | 1808年、スペイン海軍に捕獲                                                                                          |
| ビュサントール （Bucentaure）                    | 1804年 | 1805年10月21日、トラファルガーの海戦後にイギリス海軍に捕獲されたが直ちに奪還、10月23日に難破                        |
| ヴィル・ド・ヴァルソヴィー （Ville de Varsovie） | 1808年 | |